# Gasometer (Münster)
Der Gasometer in Münster ist ein stillgelegter Erdgasspeicher der Stadtwerke Münster, der seit 1954 die Silhouette des Stadtbildes Münsters mitprägt und fünf Jahrzehnte ununterbrochen in Betrieb war.

## Bauwerk
Die so genannte Glockenkonstruktion des Teleskopgasbehälters wiegt etwa 800 Tonnen und wurde zu Betriebszeiten lediglich durch den Innendruck hoch gehalten. Wenn das Gas im Behälter abgelassen wurde, senkte sich die „Glocke“ bis auf die Sockelhöhe von 12 m und tauchte in ein Wasserbassin mit 30.000 Kubikmeter Fassungsvermögen, um einen Speicherraum für das Gas zu bilden.

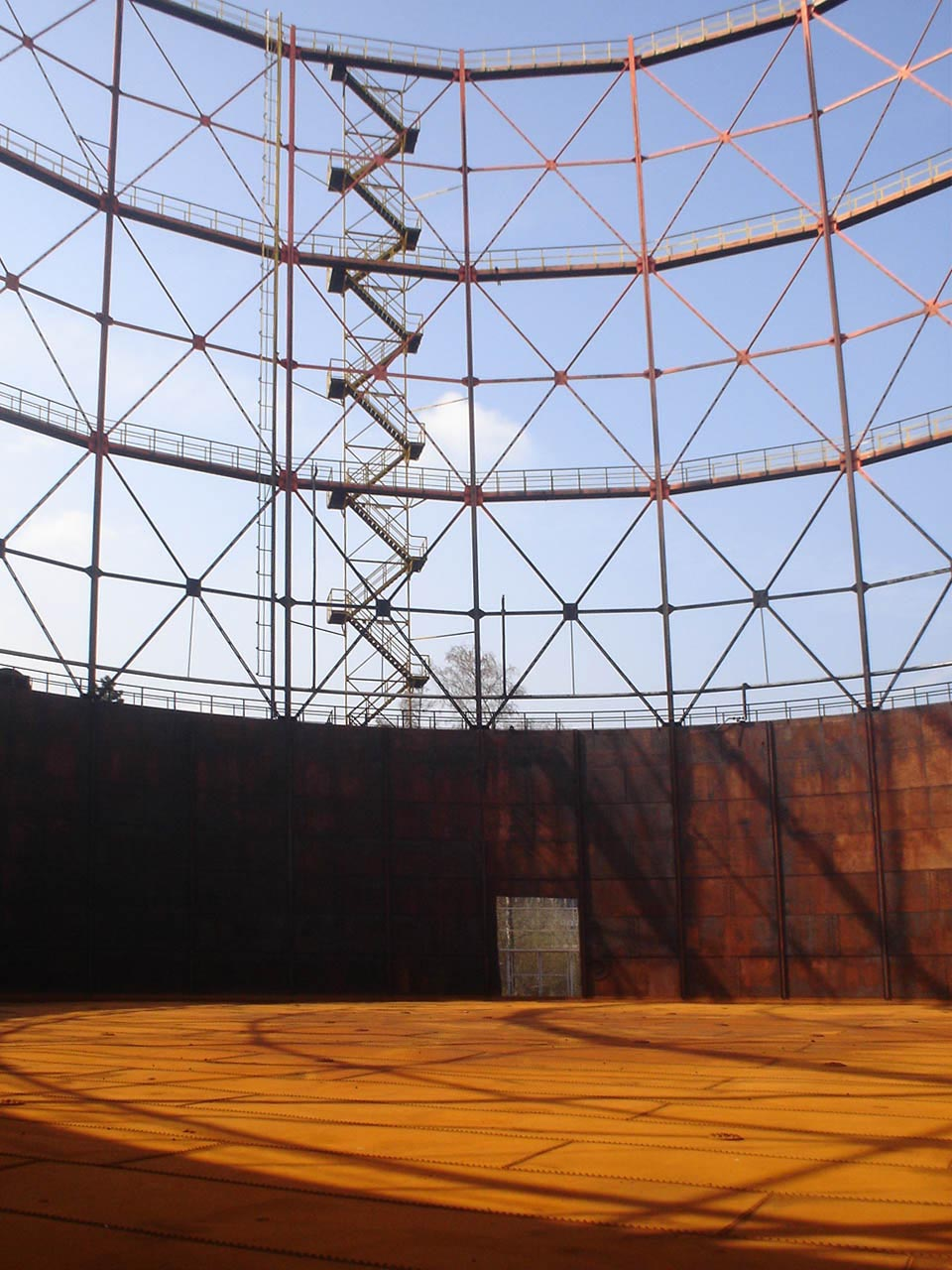
Innenansicht

Der Gasometer ist in den verschiedenen Farben der Stadtwerke Münster gestrichen. Das Wasserbassin ist blau, die Treppe und Umläufe sind gelb, das Traggerüst ist orange und die Tassen sind schwarz gestrichen.
Im Jahr 2005 wurde der am Albersloher Weg in unmittelbarer Nähe der Loddenheide gelegene Gasometer durch ein neues unterirdisches Erdgas-Röhrenlager der Stadtwerke in der Nähe von Albachten abgelöst und befindet sich mittlerweile unter Denkmalschutz. Der Gasometer steht innerhalb eines rund 130.000 m² großen Geländes, das sich im Besitz der Stadtwerke Münster, einem Tochterunternehmen der Stadt Münster, befindet.

## Nutzung nach Stilllegung
Die Stadt Münster suchte fast zwei Jahrzehnte lang eine Nutzungsalternative für das Gebäude. Die Stadtwerke Münster als Eigentümer haben kein unternehmerisches Interesse an dem Gasometer und suchten ihrerseits einen Käufer.
Neben einem Studentenwettbewerb des Fachbereichs Architektur an der Fachhochschule Münster wurde auch ein Bürgerforum im Internet eingerichtet. So gab es nach dem Projektierungsentwurf der haushoch3.architekten aus Münster die Idee, an diesem Standort ein Museum für klassische Fahrzeuge und eine Aussichtsplattform zu etablieren. Dieses Vorhaben scheiterte aber an der schlechten Parkplatzsituation am Gasometer.
Ein weiterer Vorschlag sah vor, den Gasometer zumindest temporär als Spielstätte für ein Musical über die Täufer von Münster zu nutzen. Die hierzu notwendige Genehmigung erteilte der Rat der Stadt Münster am 10. Dezember 2008, die Initiatoren verfolgten das Projekt jedoch nicht weiter. In ähnlicher Nutzungsintention wurde das Bauwerk 2012 als Spielort für die Inszenierung des Stücks Sommernachtstraum von William Shakespeare durch das Wolfgang Borchert Theater genutzt, das bereits zwei Jahre zuvor Aufführungen im Gasometer durchgeführt hatte. Als Förderung des Theaterstücks stellte die Sparkasse Ende 2011 aus ihren Überschüssen 75.000 Euro zur Verfügung. Eine geplante halbkreisförmige Tribüne sollte ursprünglich Sitzplätze für 600 Zuschauer bieten. Letztlich fanden bis zu 414 Zuschauer Platz auf den Rängen. Die insgesamt 46 Aufführungen waren sämtlich ausverkauft und führten mit einer Auslastung von rund 94 % zur insgesamt erfolgreichsten Spielzeit des Theaters. Bis zur Derniere am 8. Juli 2012 besuchten insgesamt 20.299 Zuschauer die Aufführungen.
Im Juni 2013 wurde der Gasometer für ein genreübergreifendes Kunstprojekt genutzt. Die Künstlergruppe sozialpalast adaptierte dabei die Polittalk-Sendung Günther Jauch aus dem bauähnlichen Berliner Gasometer Schöneberg, bei der u. a. Johann König auftrat.
Die Künstlergruppe Möhre, die Denkmalorte mit Tieren markiert, um auf die Bedrohung der Denkmale hinzuweisen, hängte Anfang Dezember 2013 eine überdimensionale Spinne im Gasometer auf.
Im Februar 2014 drehte die Münsteraner Post-Punk- und Indieband Good Morning Fire Eater den Videoclip zu ihrem Musiktitel Autobahn im Gasometer.
Seit Frühjahr 2016 war die Sektion Münster des Deutschen Alpenvereins auf dem Gelände als Pächter aktiv. In einer ersten Erkundungsphase sollten wichtige Fragen bezüglich möglicher Nutzungsmöglichkeiten als Vereins- und Sportgelände geklärt werden. Im Februar 2018 wurde bekannt, dass der Deutsche Alpenverein sein Projekt „Monte Gaso“ aufgibt. Die Kosten für die aus Sicherheitsgründen erforderliche Entrostung des Industriedenkmals beliefen sich seinerzeit auf rund 800.000 Euro. Für die Finanzierung dieser Arbeiten konnten keine Sponsoren gefunden werden. Damit wurden auch alle anderen Planungen eingestellt, die vorsahen, den Baukörper zu einem Kletterparcours und das alte Technikgebäude zu einem Clubheim auszubauen sowie auf der umliegenden Grünfläche einen Naturlehrpfad und eine Freizeitstätte einzurichten.
Ab 2021 wurde das gesamte Gelände als offenes soziales Zentrum unter dem Namen „gazometer“ für Veranstaltungen, Workshops, Filmvorführungen und viele weitere Formen der Kunst und Kultur genutzt. Ziel war es, eines der letzten Industriedenkmale Münsters langfristig als Ort der Begegnung für die Öffentlichkeit begehbar zu machen und zu bewahren. Anfang 2022 wurde bekannt, dass die Stadtverwaltung eine vielfältige Nutzungsstruktur für den Gasometer und dessen Geländes als Bürostandort, für Kultur, Hotellerie und Gastronomie plane.
Im Oktober 2023 teilte die Stadtverwaltung mit, dass ein Konzept der Berliner UTB Projektmanagement GmbH den zweistufigen Investorenwettbewerb der Stadtwerke gewonnen habe. Der Verkauf des Gasometers an die UTB erfolgte bereits am 15. Dezember 2023. Das Unternehmen verfolgt nach eigenen Angaben ein gemischtes Konzept aus Wohn- und Gewerbeflächen sowie kultureller Nutzung. Dafür sollen innerhalb der denkmalgeschützten Stahlkonstruktion auf 14 Stockwerken bis zu 12.000 Quadratmeter Nutzfläche als „vertikales Stadtquartier“ entstehen.